# Walter Alston
Walter Emmons Alston (ur. 1 grudnia 1911, zm. 1 października 1984) – amerykański baseballista, który występował na pozycji pierwszobazowego, wieloletni menadżer Brooklyn/Los Angeles Dodgers.

## Życiorys
Urodził się na farmie niedaleko Venice (Ohio) jako syn Williama Emmonsa Alstona i Lenory Neanover. Po utracie swojej farmy (upadłość) w 1923 r., ojciec Alstona podjął pracę w fabryce Ford Motor Company, przenosząc rodzinę do Darrtown (Ohio). Zainteresowanie Alstona sportem podsycał jego ojciec, z którym grał w uproszczony baseball. Nazywany „Smokey”, Alston zapisał się na Uniwersytet Miami w Ohio w 1929 r., ale rok później porzucił studia, by poślubić swoją ukochaną z liceum, Lelę Vaughn Alexander. Z tego związku narodziła się córka. Po powrocie do Miami University w 1932 r., Alston w 1935 r. ukończył studia z dyplomem z zakresu edukacji.

## Kariera sportowa
Alston studiował na Miami University, gdzie w latach 1933–1935 grał w baseballowej i koszykarskiej drużynie uniwersyteckiej Miami RedHawks. W 1935 r. podpisał kontrakt jako wolny agent z St. Louis Cardinals i do 1943 r. występował w klubach farmerskich tego zespołu. W Major League Baseball zagrał tylko w jednym meczu; zastąpił Johnny’ego Mize’a po tym jak ten został usunięty z boiska.
W 1944 r. został grającym menadżerem Trenton Packers, w 1945 r. pełnił tę funkcję w Nashua Dodgers, zaś w kolejnym sezonie prowadził Pueblo Dodgers. W latach 1948–1953 był menadżerem klubów farmerskich Dodgers, reprezentujących najwyższy poziom NAPBL Triple-A, notując bilans zwycięstw i porażek 544–373. W 1954 r. podpisał początkowo roczny kontrakt z Brooklyn Dodgers, z którym rok później zdobył pierwszy w historii klubu tytuł mistrzowski.
Alston był menadżerem Dodgers do 1976 r., prowadząc zespół do zwycięstwa w World Series jeszcze trzykrotnie, w latach: 1959, 1963 i 1965. 17 lipca 1976 r. został piątym menadżerem w historii MLB, który osiągnął pułap 2000 zwycięstw. 28 września 1976 r. w meczu przeciwko Houston Astros poprowadził zespół po raz ostatni. Jego następcą został ówczesny trener trzeciej bazy Tommy Lasorda, który był menadżerem Dodgers przez następne 20 sezonów. W 1983 został wybrany do Galerii Sław Baseballu. Zmarł 1 października 1984 roku.
| Lata      | Klub                         | Liga | Mecze | Zwycięstwa | Porażki | % zwycięstw |
| --------- | ---------------------------- | ---- | ----- | ---------- | ------- | ----------- |
| 1954–1976 | Brooklyn/Los Angeles Dodgers | NL   | 3658  | 2040       | 1613    | 55,8        |

| Nagroda/wyróżnienie            | Lata                   | Źródło |
| 4× zwycięzca w World Series    | 1955, 1959, 1963, 1965 | [ 7 ]  |
| Baseball Hall of Fame          | od 1983                | [ 9 ]  |
| # 24 zastrzeżony przez Dodgers | 1977                   | [ 10 ] |